# Porropis nitidula
Porropis nitidula är en spindelart som beskrevs av Tord Tamerlan Teodor Thorell 1881. Porropis nitidula ingår i släktet Porropis och familjen krabbspindlar.
Artens utbredningsområde är Queensland. Inga underarter finns listade i Catalogue of Life.